# Фридрикс, Андрей Иванович
Андрей Иванович Фри́дрикс (Фредери́кс) (26 марта (6 апреля) 1759 — 4 (16) октября 1843) — барон, бригадир, адъютант генерал-фельдмаршала Г. А. Потёмкина, владелец усадьбы Таубила. Брат Александра, Густава, Ивана и Петра Фридриксов (Фредериксов).

## Биография
Представитель баронского рода Фридриксов (Фредериксов). Родился в 1759 году в семье придворного банкира Екатерины II, Ивана Юрьевича Фридрикса и Регины-Луизы (Ирины) Захарьевны Христинек. Вторым из девяти детей.
После смерти отца в 1779 году унаследовал в Выборгском уезде, в волости Пюхяярви, имение Таубила (совр. пос. Плодовое). Там А. И. Фридрикс стал известен своим жестоким обращением с крестьянами. В ответ на жалобы крестьян, обременённых в 1785 году незаконными подёнными работами и налогами, в 1798 году был принят указ, согласно которому низшим судам предоставлялось право взимать налоги и подённые работы без согласия крестьян, если только не удавалось достичь соглашения. Воспользовавшись ситуацией, А. И. Фридрикс добился для себя крайне выгодных условий («Договор Таупила»), которые были утверждены правящим Сенатом в 1801 году. Договор и налоговые соглашения, принятые на его основе в отношении других подаренных имений, были отменены лишь незадолго до присоединения Выборгского уезда к Финляндии в 1811 году.
В 1781 году Андрей Иванович женился на баронессе М. И. Меллер-Закомельской.
С 1782 года служил в лейб-гвардии Преображенском полку.
В 1790—1791 годах — капитан лейб-гвардии Преображенского полка. В полковых документах был записан как «Барон Андрей Фридригс» или «Барон Андрей Фридрихс».
В 1791 году уволен с военной службы в чине бригадира из капитан-поручиков этого полка.
Умер в 1843 году в Санкт-Петербурге.

## Семья
Жена — баронесса Мария Ивановна Меллер-Закомельская (1764—?.06.1829, Пюхяярви, Выборгской губернии). Лютеранка. Бракосочетание состоялось 5 октября 1781 года.
Дети:
- Пётр (1786—1855) — генерал-адъютант
- Фёдор (1789—1833) — генерал-майор
- Борис (1797—1874) — генерал от инфантерии
- Александр (1798—1849) — генерал-лейтенант

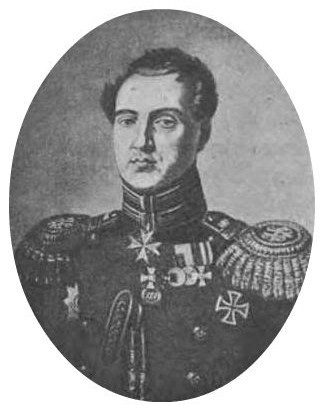
Пётр Андреевич Фридрикс
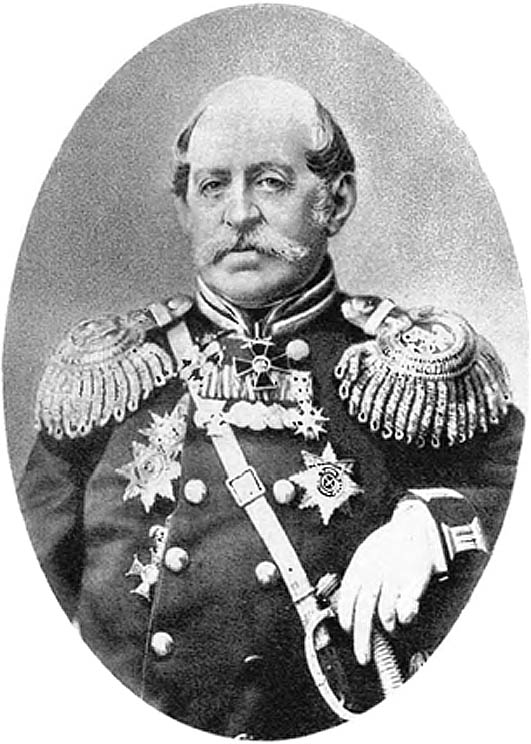
Борис Андреевич Фридрикс
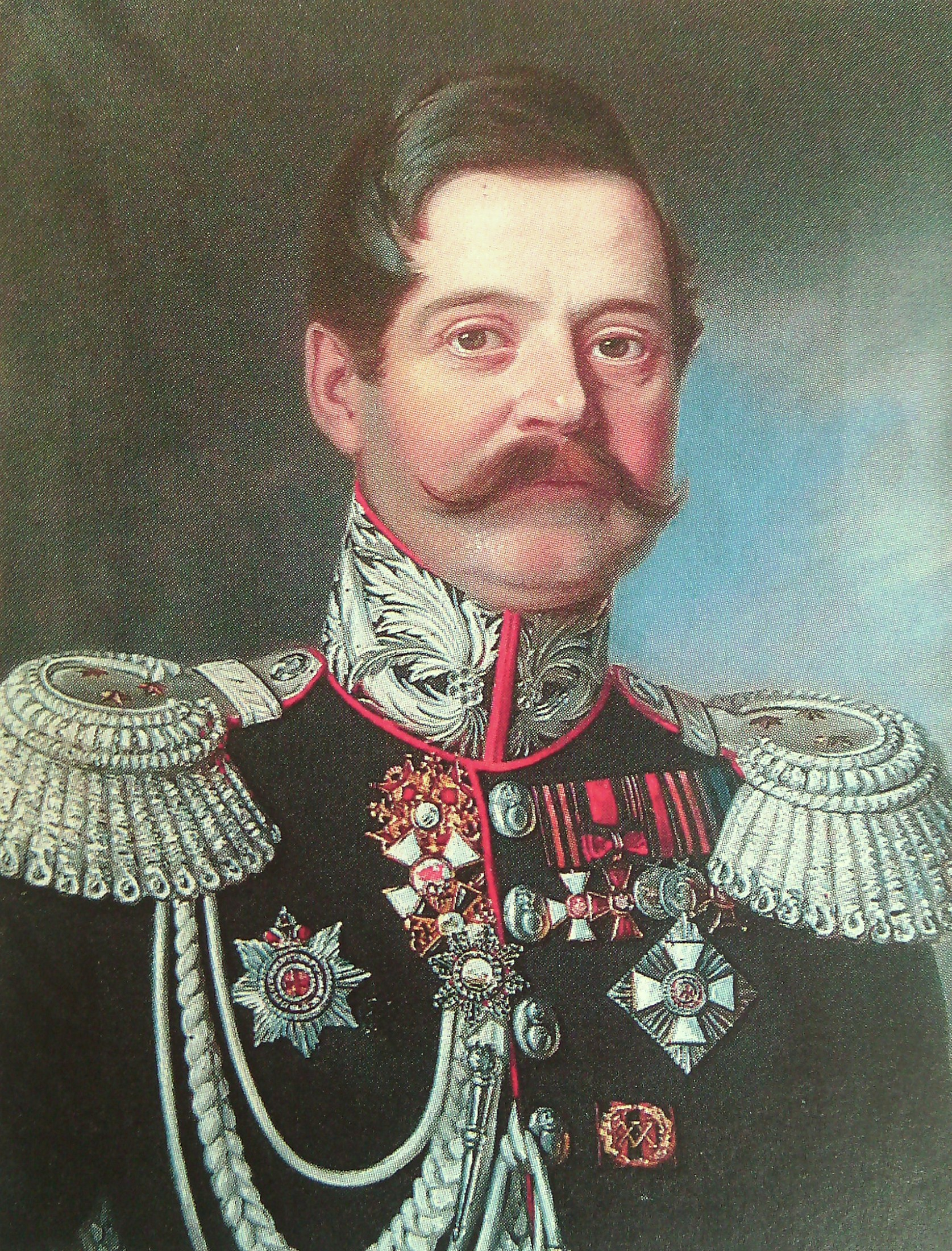
Александр Андреевич Фридрикс